# Kabinett Birk

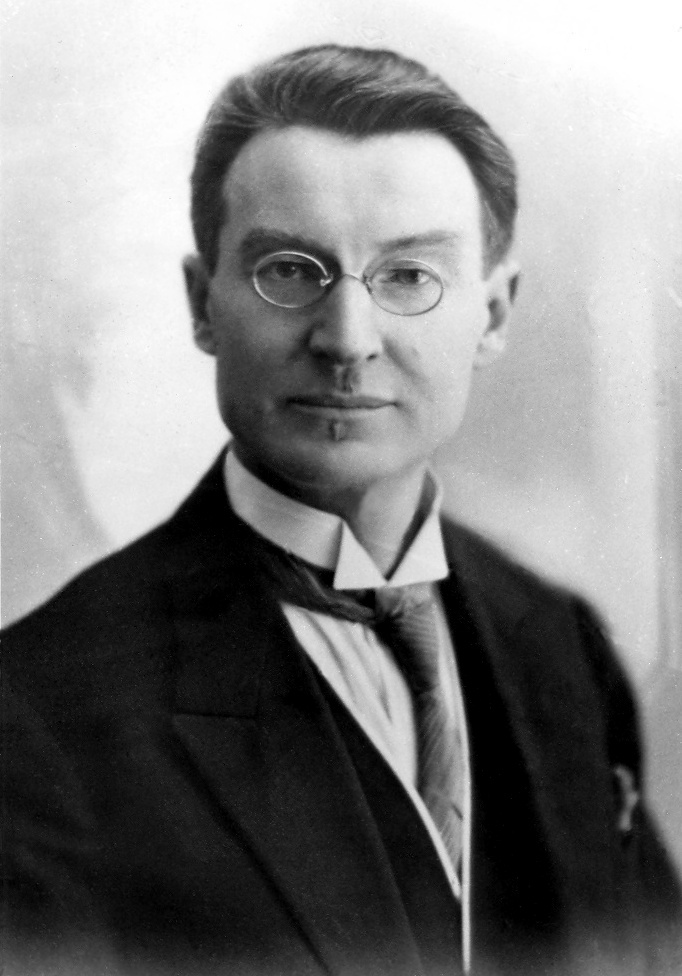
Ado Birk

Regierung der Republik Estland unter Ministerpräsident Ado Birk (Kabinett Birk). Amtszeit: 28. Juli 1920 bis 30. Juli 1920.

## Regierung
Die Regierung Birk I war nach offizieller Zählung die 6. Regierung der Republik Estland seit Ausrufung der staatlichen Unabhängigkeit 1918.
Die Koalitionsregierung, der auch parteilose Experten angehörten, setzte sich zusammen aus
- Eesti Rahvaerakond (Estnische Volkspartei, ER)
- Eesti Tööerakond (Estnische Arbeitspartei, ETE)
- Kristlik Rahvaerakond (Christliche Volkspartei, KRE)

Das Kabinett blieb nur drei Tage im Amt. Es war damit die kurzlebigste Regierung in der Geschichte der Republik Estland. Die Streitigkeiten innerhalb der verfassungsgebenden Versammlung (Asutav Kogu) über eine Regierungsbildung waren auch für Birk nicht überwindbar. Er gab daher den Auftrag der Regierungsbildung an Jaan Tõnisson zurück, der am 30. Juli 1920 ein neues Kabinett vorstellte.

## Kabinett
| Ressort                        | Name                | Amtszeit                | Partei    |
| ------------------------------ | ------------------- | ----------------------- | --------- |
| Ministerpräsident              | Ado Birk            | 28.07.1920 – 30.07.1920 | ER        |
| Außenminister                  | Karl Robert Pusta   | 28.07.1920 – 30.07.1920 | parteilos |
| Innenminister                  | Karl Einbund        | 28.07.1920 – 30.07.1920 | ER        |
| Landwirtschaftsminister        | Theodor Pool        | 28.07.1920 – 30.07.1920 | ETE       |
| Ernährungsminister             | Gustav Viard        | 28.07.1920 – 30.07.1920 | parteilos |
| Bildungsminister               | Nikolai Kann        | 28.07.1920 – 30.07.1920 | KRE       |
| Arbeits- und Sozialminister    | Adam Bachmann       | 28.07.1920 – 30.07.1920 | ER        |
| Handels- und Industrieminister | Viktor Pihlak       | 28.07.1920 – 30.07.1920 | ER        |
| Gerichtsminister               | Jüri Jaakson        | 28.07.1920 – 30.07.1920 | ER        |
| Finanzminister                 | Tõnis Vares         | 28.07.1920 – 30.07.1920 | parteilos |
| Kriegsminister                 | Aleksander Tõnisson | 28.07.1920 – 30.07.1920 | parteilos |
| Infrastrukturminister          | Aleksander Bürger   | 28.07.1920 – 30.07.1920 | ER        |